# Dactylorhiza foliosa
Dactylorhiza foliosa — вид рослин з родини орхідні (Orchidaceae), ендемік Мадейри.

## Опис

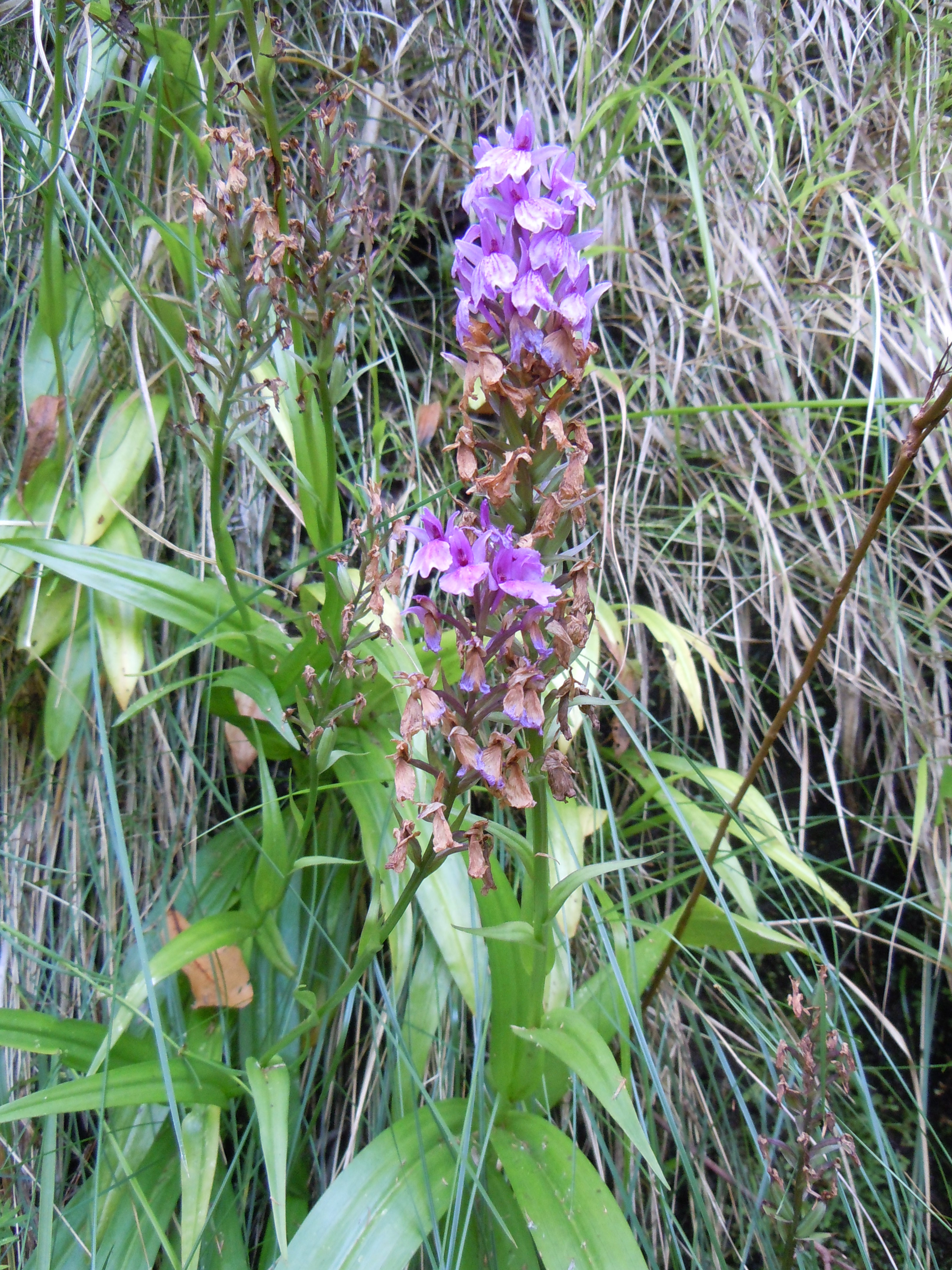

Час цвітіння виду: з травня по липень / серпень.

## Поширення
Ендемік архіпелагу Мадейра (о. Мадейра).
Населяє відкриті лаврові ліси, луки біля проточної води та скельні щілини. Росте в кислому, від прохолодного до досить сухого ґрунтів, у напівтіні чи тіні.

## Загрози та охорона
Вид зазнає численних антропогенних загроз, включаючи розвиток туризму, дренаж, будівельні роботи, трамплінг, зміни клімату та вирубка лісу.
Всі види орхідей включені в додаток В Конвенції про міжнародну торгівлю видами дикої фауни та флори, що перебувають під загрозою зникнення (СІТЕС). Правовий захист, який забороняє збір виду, вже існує. 